# Fabbrica di fisarmoniche Dallapè
La Fabbrica Armoniche Mariano Dallapè & Figlio è una storica fabbrica di fisarmoniche, a Stradella, nel cuore dell'Oltrepò Pavese.

## Storia
Fu il giovane Mariano Dallapè, nella seconda metà dell'Ottocento, ad avere l'intuizione e costruire la prima fisarmonica diatonica, decretando in pratica la nascita della fisarmonica moderna.
Il primo esemplare, del 1876, è esposto nel piccolo museo della fisarmonica di Stradella, cittadina che divide con Castelfidardo il titolo di capitale di questo strumento.
La fabbrica di fisarmoniche Dallapè, che nel periodo di massima espansione contava oltre 300 dipendenti, ha realizzato strumenti di altissimo livello, essenzialmente per professionisti e concertisti. Gli esemplari del passato, invece, sono oggetto di collezione, famosi sono infatti i modelli Organtone e Super Maestro.
L'azienda è sempre rimasta in mano alla famiglia Dallapè; dopo Mariano, l'azienda passa al figlio Onorato, quindi a Giuseppe (nipote di Mariano) ed infine, nel 1969, ai suoi tre figli, Mariano, Amleto e Fabio.
Nell'agosto del 2010 la famiglia Dallapè ha perfezionato un accordo con la Roland Corporation per la cessione del marchio. La produzione di fisarmoniche nella manifattura di Stradella termina alla fine del 2010.